# Nagaland
Nagaland /ˈnɑːɡəlænd/ este un stat în nord-estul Indiei. Se învecinează la nord cu statul Arunachal Pradesh, la vest cu Assam, la sud cu Manipur și la est cu regiunea Sagaing din Myanmar. Capitala Nagalandului este Kohima, iar cel mai mare oraș este Dimapur. Are o suprafață de 16,579 km2 cu o populație de 1.980.602 de locuitori conform recensământului indian din 2011, fiind unul dintre cele mai mici state ale Indiei.
Nagaland a devenit al 16-lea stat al Indiei la 1 decembrie 1963. Statul a cunoscut o insurgență, precum și un conflict interetnic începând cu anii 1950. Violența și insecuritatea au pus limite dezvoltării economice a Nagalandului.

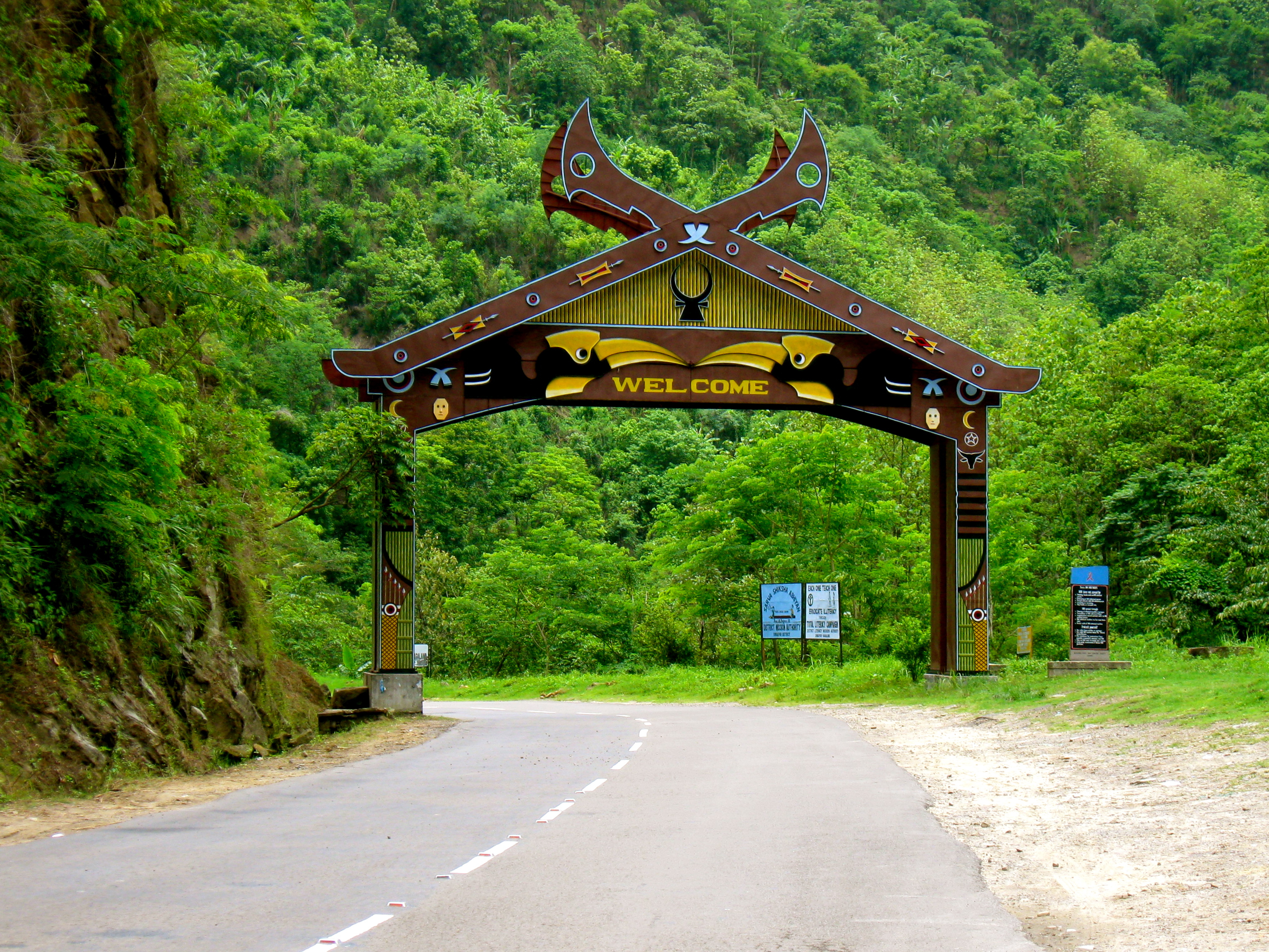
Drum spre Kohima

Agricultura este cea mai importantă activitate economică, reprezentând peste 70% din economia statului. Alte activități economice semnificative includ silvicultura, turismul, asigurările, imobiliarele și diverse meșteșuguri artizanale.

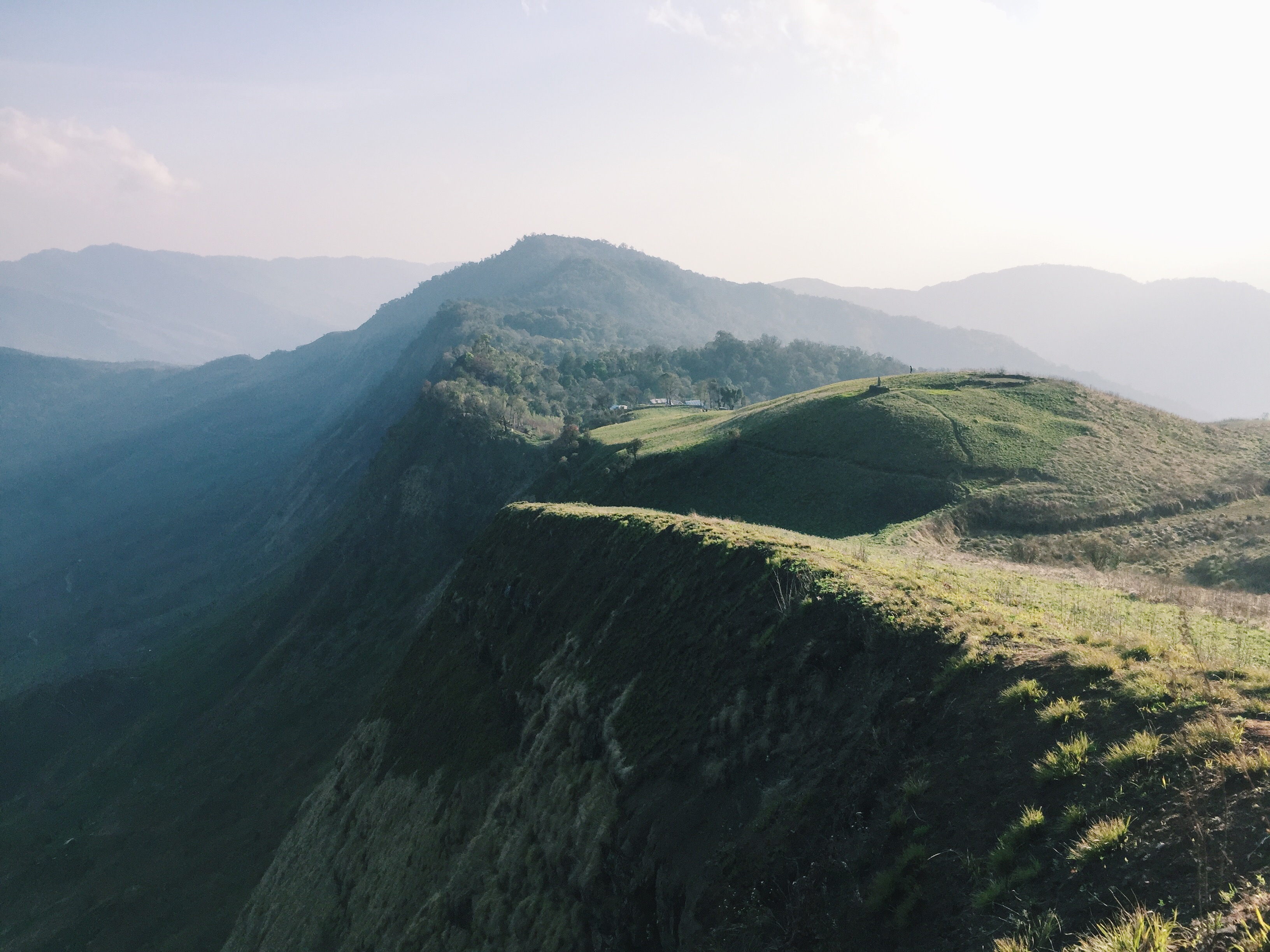
Vârful Kapamodzu

Statul este situat între paralelele de 98 și 96 de grade longitudine estică și 26,6 și 27,4 de grade latitudine nordică. Statul găzduiește o floră și o faună bogată.
Nagaland are un climat în mare parte musonic, cu un nivel ridicat de umiditate. Precipitațiile anuale sunt în medie de aproximativ 70–100 inches (1.800–2.500 mm), cu precădere în lunile mai-septembrie. Temperaturile variază de la 70 la 104 °F (21 la 40 °C). Iarna temperaturile nu scad în general sub 39 °F (4 °C), dar înghețurile sunt frecvente la altitudini mari. Statul se bucură de un climat sănătos și plăcut. Vara este cel mai scurt anotimp, durând doar câteva luni. Temperatura în timpul sezonului estival rămâne între 16 la 31 °C (61 la 88 °F). Iarna ajunge adesea devreme, cu vreme rece și uscată, care lovește anumite regiuni ale statului. Conform recensământului din 2011, în Nagaland locuiesc 2 milioane de persoane. Poporul naga numără în jur de 1,8 milioane de persoane, constituind peste 90% din populație. Limbile vorbite aparțin în principal familiei de limbi sino-tibetane.  Fiecare trib are unul sau mai multe dialecte neinteligibile între ele.
În 1967 parlamentul regional a proclamat engleza indiană drept limbă oficială a Nagalandului, care a devenit și limba învățământului în acest stat. În afară de engleză, nagameza, o limbă creolă bazată pe asameză, este vorbită pe larg.
88% din populație sunt creștini. Recensământul din 2011 a înregistrat populația creștină a statului la 1.739.651 de persoane, fiind, pe lângă Meghalaya și Mizoram, unul dintre cele trei state din India cu majoritate creștină.
Nagaland este cunoscut ca „singurul stat predominant baptist din lume” și „cel mai baptist stat din lume”. Baptiștii constituie peste 50% din populația statului, făcându-l astfel mai baptist (procentual) decât Mississippi în sudul Statelor Unite, unde 48% din populație este baptistă și Alabama, care este baptistă în proporție de 44%.